# Xã Garfield, Quận Polk, Minnesota
Xã Garfield (tiếng Anh: Garfield Township) là một xã thuộc quận Polk, tiểu bang Minnesota, Hoa Kỳ. Năm 2010, dân số của xã này là 461 người.